# Mysław
Mysław – imię męskie, które powstało prawdopodobnie poprzez zlanie się dwóch członów końcowych staropolskich imion: członu -mysł ("myśleć") i -sław ("sława, sławić"), kiedy świadomość ich pochodzenia zatarła się.